# Starke Typisierung
Starke Typisierung, auch strenge Typisierung genannt (beide nur teilweise lehnübersetzt aus dem englischen Ausdruck strong typing), ist ein Prinzip bei der Typisierung von Programmiersprachen. In der Fachliteratur finden sich unterschiedlich strenge Definitionen. Man kann aber generell zwischen Sprachen ohne oder mit sehr schwacher Typisierung (z. B. PHP) und solchen mit stärkerer Typisierung (u. a. C++) unterscheiden. Oft hängt Strenge mit statischer Typisierung zusammen und erweitert diese.
Bei dynamischer Typisierung im Rahmen von Referenzvariablen, Vererbung oder Polymorphie – letztere können oft erst zur Laufzeit der entsprechenden Programme überprüft werden –, gibt es sehr große Unterschiede in der Stärke der Typisierung. Programmiersprachen, die bei dynamischen Variablen nur sehr schwach typisiert sind, wie C, erlauben die Zuweisung von beliebigen Adressen an Referenzvariablen. Sehr rigoros entworfene Programmiersprachen erlauben nur streng kompatible Zuweisungen, viele Programmiersprachen tolerieren jedoch aus praktischen Erwägungen implizite Typenumwandlungen ohne oder mit vernachlässigbarem Informationsverlust.
Starke Typisierung wird meist mehr als Vergleich denn als absolute Bezeichnung genutzt: Sprache X ist stärker/strenger typisiert als Sprache Y. Bei solchen Vergleichen spielt sehr oft das Vorhandensein impliziter oder auch expliziter Typumwandlungen eine Rolle; so ist PHP deshalb schwächer typisiert als C, weil PHP fast überall implizit umwandelt, C jedoch nur bei ähnlichen Typen. C++ ist wiederum deshalb stärker typisiert als C, da z. B. implizite Typumwandlungen von void* in beliebige andere Zeiger nicht erlaubt sind. Noch stärker typisiert ist wiederum Object Pascal, das im Gegensatz zu C++ keine impliziten Umwandlungen zwischen Boolean- und Integer-Werten vornimmt. Haskell und Rust erlauben noch nicht einmal implizite Typumwandlungen von Ganz- in Gleitkommazahlen.

## Abstufungen von Typisierung
Absteigend, nach Strenge der jeweiligen Typisierung sortiert:
- Es gibt keine Methoden zur Konvertierung einer Variable zu einem anderen Typ. Das Typsystem kann nicht umgangen werden.
- Es sind nur explizite Konvertierungen möglich.
- Typen werden zur Übersetzungszeit überprüft (statische Typisierung).
- Typen werden zur Laufzeit überprüft (dynamische Typisierung).
- Implizite Konvertierung ist nur zwischen ähnlichen Typen möglich (siehe auch Zuweisungskompatibilität)
- Generelle Unterscheidung zwischen Typen (z. B. hat Tcl keine verschiedenen Typen)

## Vor- und Nachteile
Vorteile strenger Typisierung sind zum Beispiel
- Optimierungsmöglichkeiten
- Zurückweisung von fehlerhaftem Code schon zur Übersetzungszeit (besonders wichtig für hochkritische Einsatzgebiete, zum Beispiel Flugzeug- oder Satellitensteuerung)
- Frühzeitige Erkennung von Programmierfehlern mit der Reduktion des Aufwandes für die Fehlersuche mit entsprechendem Zeit- und Effizienzgewinn bei der Implementierung
- Durch statische Typumwandlung im Vergleich zu dynamischer Typumwandlung kann sich ein Performance-Gewinn ergeben

Nachteile sind unter anderem:
- Mehrfachverwendung von Code ist teilweise eingeschränkt (es müssen eigene Funktionen für teilweise sehr ähnliche Typen geschrieben werden), was jedoch durch Vererbung von Programmcode beziehungsweise durch Polymorphie beispielsweise im Rahmen der generischen Programmierung nicht nur vermieden, sondern sogar besonders elegant und wohl-strukturiert gelöst werden kann.
- Bei Sprachen ohne Typinferenz mehr Schreibarbeit und eventuell schlechterer Lesefluss, somit Konfiguration vor Konvention (statt Konvention vor Konfiguration).

## Realisierung strenger Typisierung in verschiedenen Programmiersprachen
- C besitzt eine eher schwache Typisierung, da es in sehr vielen Situationen eine implizite oder explizite Umwandlung erlaubt, vor allem im Zusammenhang mit Zeigern. Außerdem unterscheidet C die Datentypen von Wahrheitswerten, Buchstaben und kleinen Zahlen nicht.
- C++ hat ein gegenüber C erweitertes Typsystem (aufgrund der Objektorientierung lassen sich eigene Typen definieren), in diesem sind implizite und explizite Umwandlungen insbesondere zwischen neu definierten Typen (Klassen) strenger geregelt; zum Beispiel dürfen Objektpointer nur dann implizit in einen Zeiger auf ein Objekt der Basisklasse umgewandelt werden, falls die Vererbung public ist. Außerdem dürfen im Gegensatz zu C void-Zeiger nicht in Zeiger auf beliebige Objekte umgewandelt werden, es muss eine explizite Umwandlung vorgenommen werden. In C wird eine implizite Konvertierung ausgeführt.
- In C, C++, Java, C#, Pascal, Ada oder Visual Basic .NET (mit Option Explicit On) müssen alle Variablen einen Typ besitzen.
- Perl hat eine relativ schwache Typisierung, so teilen sich Zahlen und Zeichenketten einen Datentyp, der kontextabhängig, je nach benutztem Operator, als Zahl oder Zeichenkette verwendet wird. Nur bei gewünscht strenger Typisierung wird bei eventuell nicht-gewollten Umwandlungen eine Warnung ausgegeben.
- Ruby ist stark typisiert. Jedes Objekt hat eine feste Klasse und beim Umwandeln müssen stets explizite Methoden (to_s, to_i usw.) aufgerufen werden. Lediglich im booleschen Kontext wird implizit konvertiert (nil zu false, alles andere zu true).
- OCAML, Haskell und Rust[2] erlauben keine impliziten Typwandlungen.
- PHP erlaubt es seit Version 7, innerhalb einzelner Dateien die strenge Typisierung zu aktivieren.[3]
- Visual Basic Classic und  Gambas besitzen sowohl statisch typisierte Variablen als auch den Variant-Typ, der jegliche Typen enthalten darf.
- Assemblersprache und Forth[4] besitzen keine Typisierung; allein der Programmierer darf/muss die Typüberprüfung erledigen.
- C#, Modula-2 und Oberon haben strikte Typsysteme, bei denen die Zuweisungskompatibilität sowohl von statischen Typen als auch von dynamischen Typen bereits beim Übersetzen streng geprüft wird.[5][6][7] Nur in speziellen Fällen kann die Zuweisungskompatibilität einer Variable zu einem abweichenden Datentyp im Quellprogramm explizit erzwungen werden. Oberon sieht für Instanzen von dynamischen Datentypen im Quellprogramm explizite Typenwächter (englisch: type guard) vor, die allerdings keine Typenkonversion durchführen, sondern lediglich zur Laufzeit die Zuweisungskompatibilität überwachen.[8]